# Bentley Thunderbolt
Ne pas confondre avec Thunderbolt (voiture de records)
Pour les articles homonymes, voir Bentley et Thunderbolt.
La Bentley Thunderbolt ou Thunderbolt Aero Bentley est une voiture à moteur d'avion prototype, du constructeur automobile britannique Bentley, à moteur V12 Rolls-Royce Merlin de la Seconde Guerre mondiale.

## Historique
Conçu par le préparateur britannique Bentley Richard Moss, sur une base de Bentley 6½ Litre modifiée des années 1920, avec une carrosserie inspirée des fuselages légers en aluminium d'avion de chasse de la Seconde Guerre mondiale, ce prototype de voiture de sport Bentley hot rod est une variante des prototypes Bentley Mother Gun (1927), Napier-Railton (1968), Napier-Bentley (1968) ou encore Packard-Bentley (2010). La marque Bentley est acquise par Rolls-Royce en 1931. 

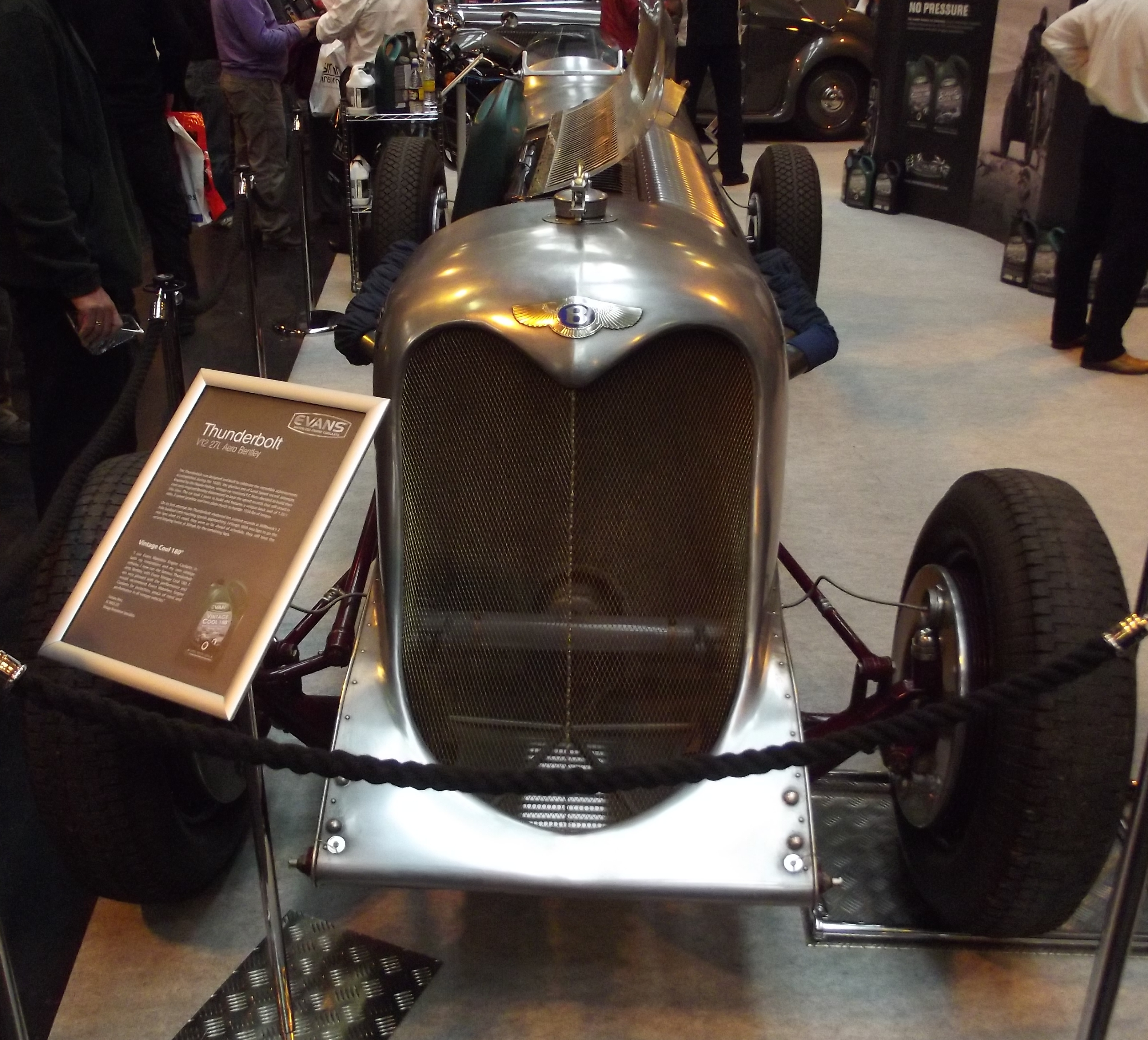
Calandre Bentley
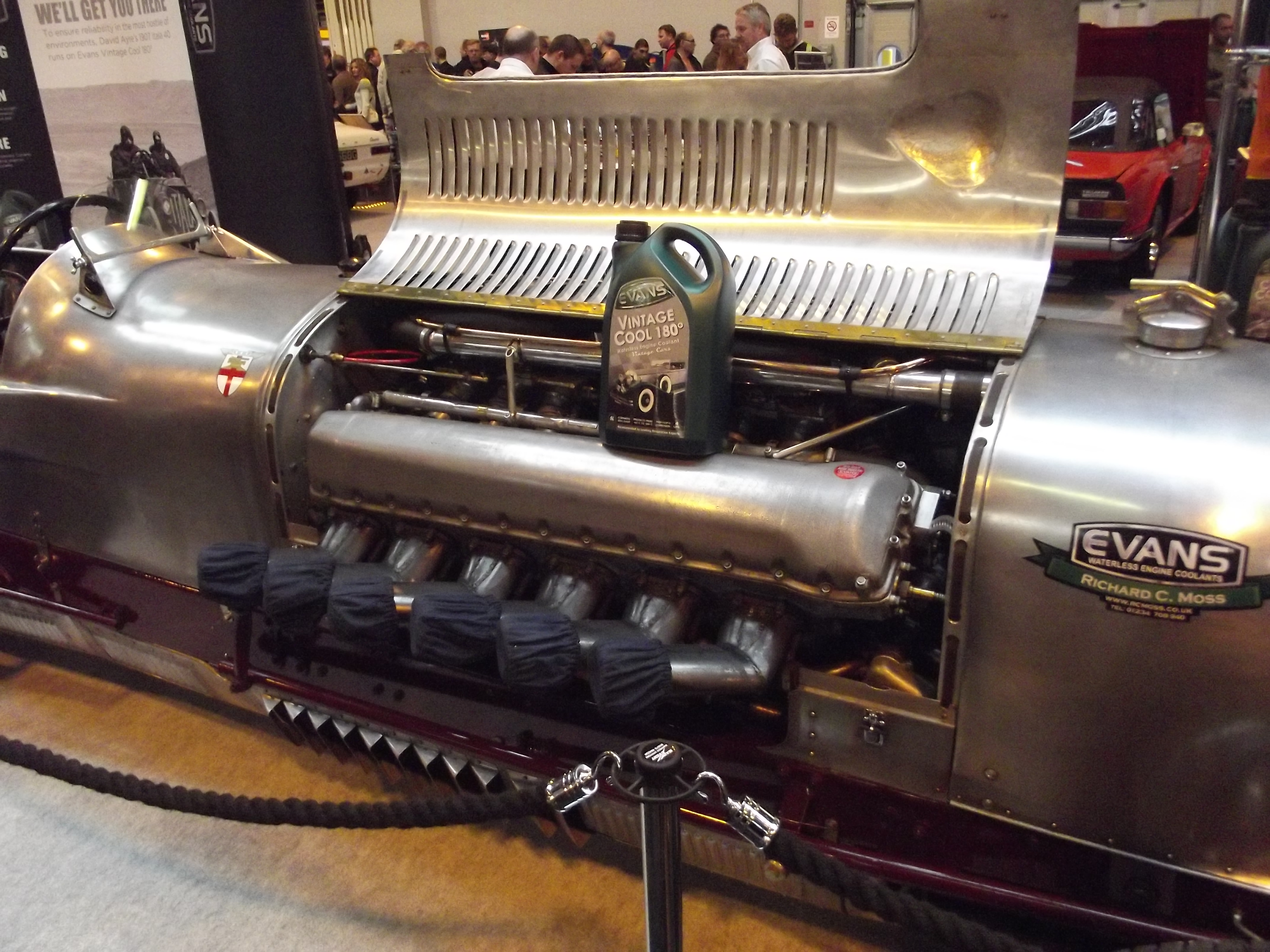
Moteur d'avion V12 Rolls-Royce Merlin
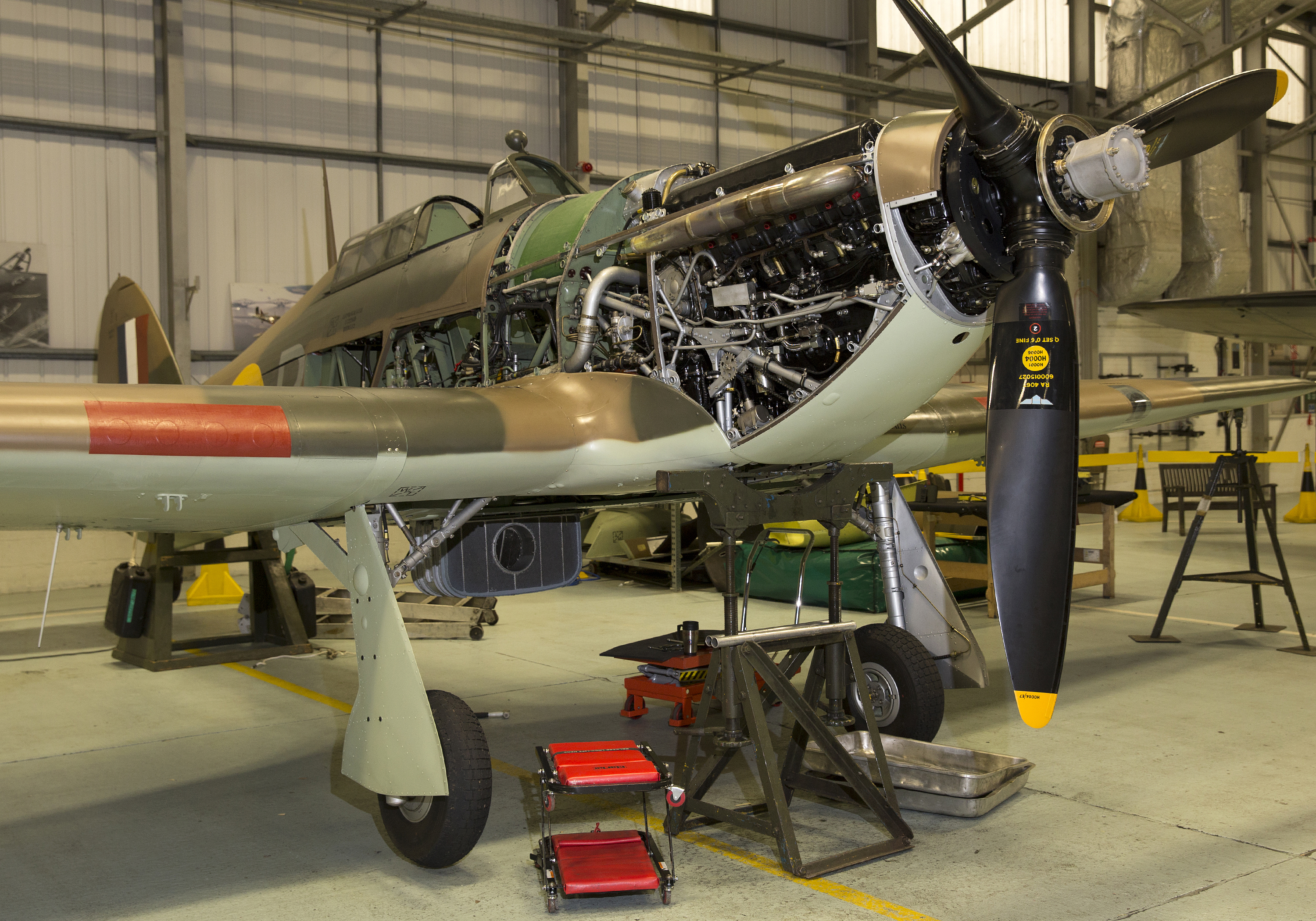
V12 Rolls-Royce Merlin d'un Hawker Hurricane

La Bentley Aero Thunderbolt est motorisée par un moteur d'avion V12 Rolls-Royce Merlin de 27 L de cylindrée pour près de 1000 à 2000 ch, utilisé entre autres sur des chasseurs britanniques et américains Supermarine Spitfire, Hawker Hurricane, North American P-51 Mustang, Curtiss P-40 Warhawk, ou encore Republic P-47 Thunderbolt de la Seconde Guerre mondiale,.

Quelques variantes
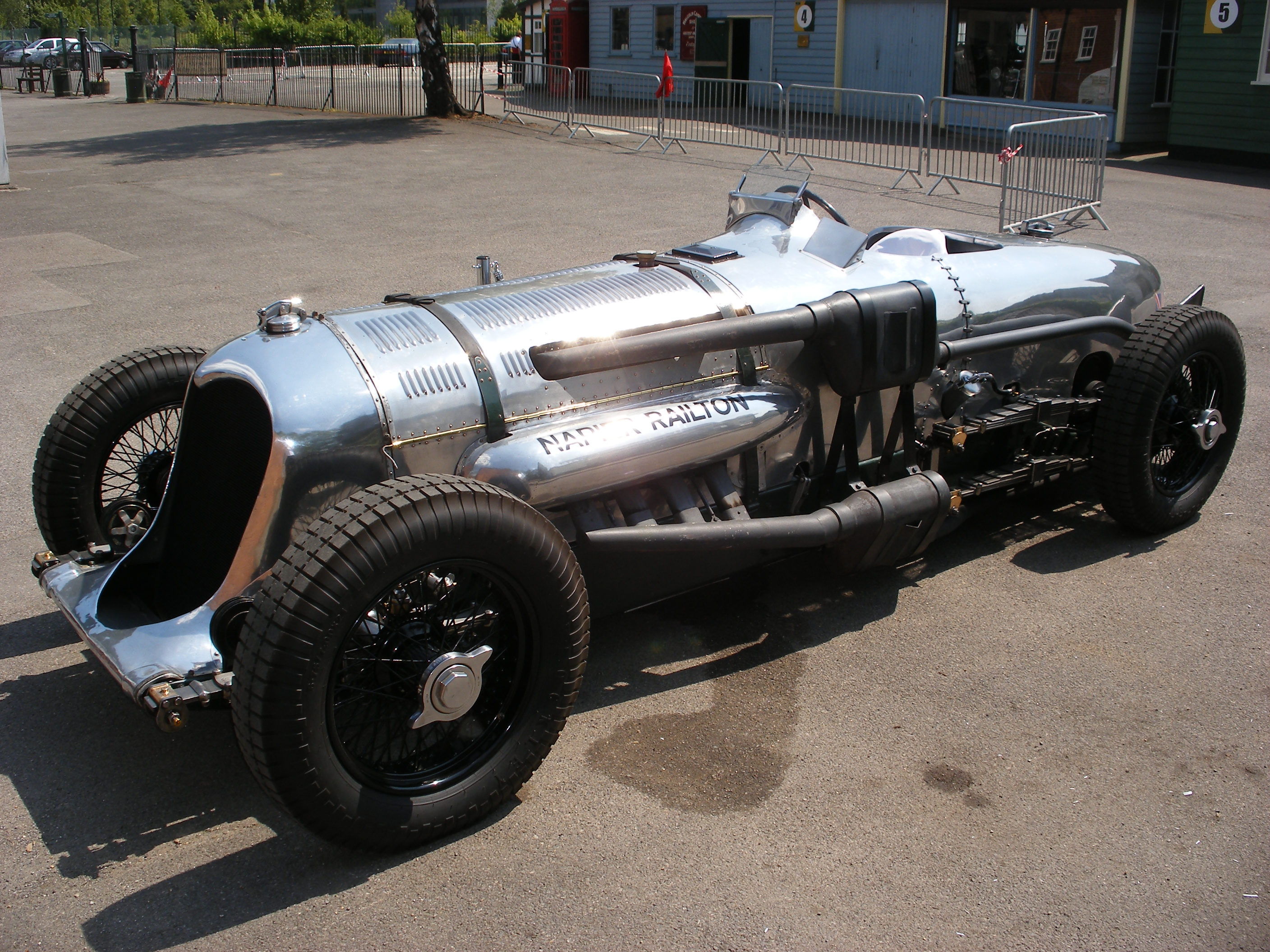
Napier-Railton
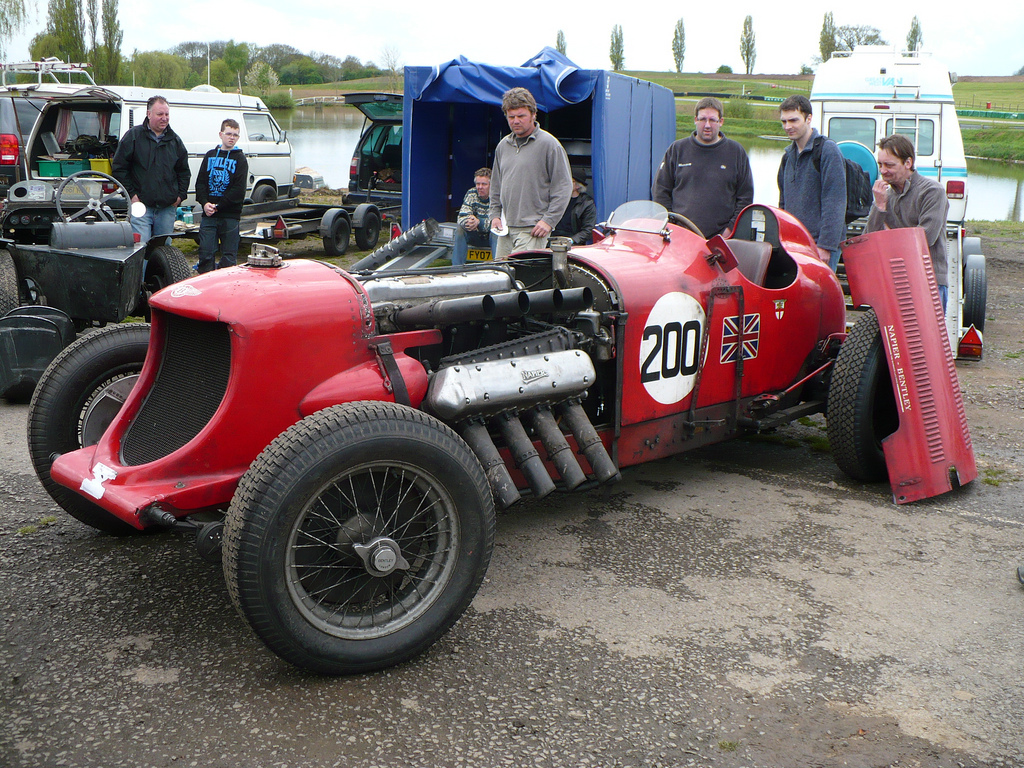
Napier-Bentley
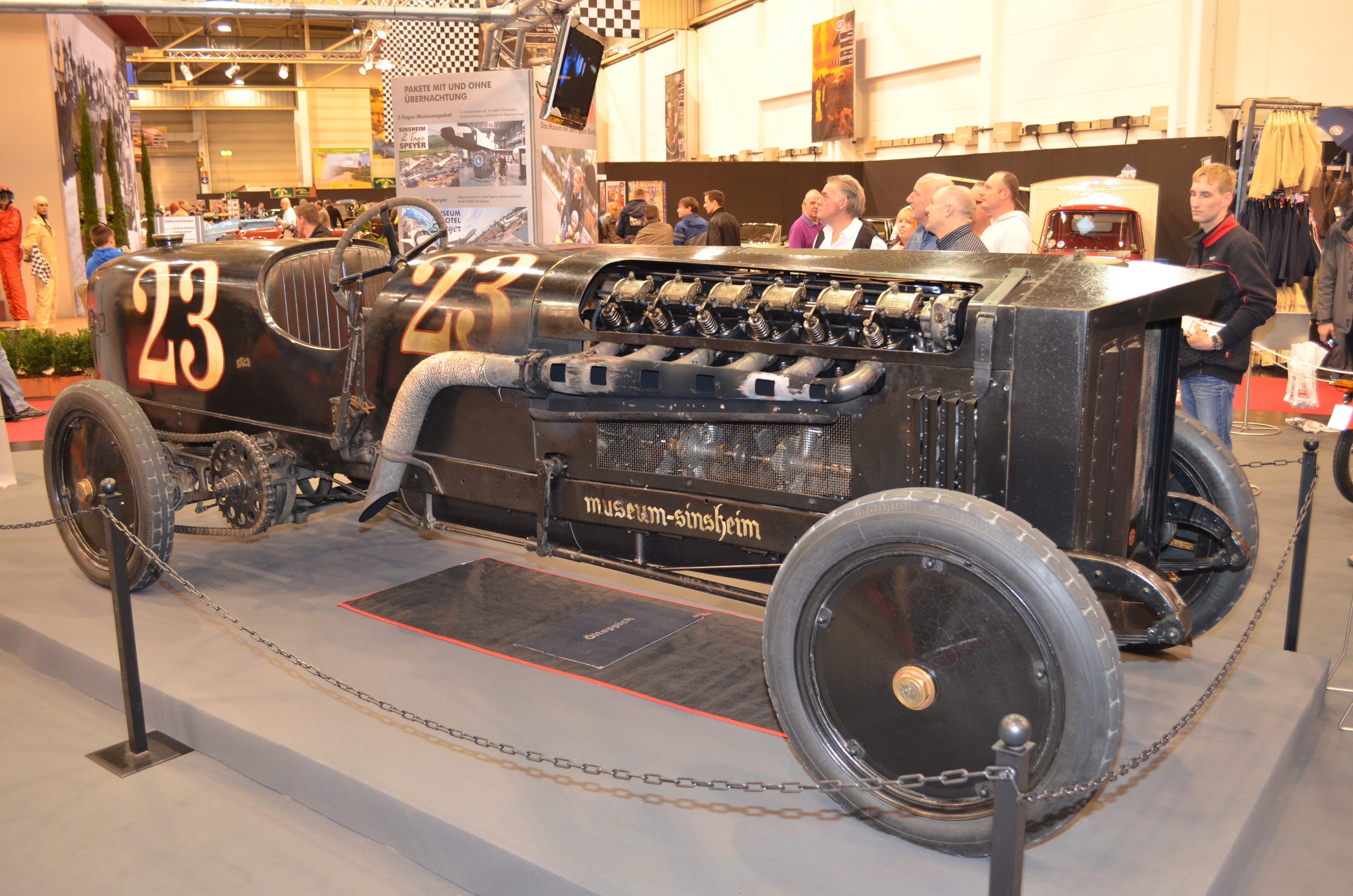
BMW Brutus